# Trạng thái lượng tử
Trong vật lý lượng tử, một trạng thái lượng tử là một đối tượng toán học diễn tả đầy đủ về một hệ lượng tử. Trạng thái lượng tử có thể được tạo nên bởi việc trộn lẫn các giá trị thống kê của các tham số, trạng thái được tạo nên bằng cách đó gọi là trạng thái hỗn hợp. Đối lập với trạng thái hỗn hợp là trạng thái thuần, trạng thái thuần không thể diễn tả bằng hỗn hợp của các thông số khác nhau. Trong trường hợp tổng quát, khi thực hiện một phép đo lên một trạng thái lượng tử, kết quả thường được biểu diễn bởi một sự phân bố xác suất, dạng toán học của phân bố này được xác định đầy đủ bởi trạng thái lượng tử và toán tử đặc trưng cho phép đo. Dù là vậy, không giống như cơ học cổ điển, dẫu cho có thực hiện phép đo lên một trạng thái thuần, thì kết quả đạt được cũng chỉ là các giá trị xác suất. Điều này là một khác biệt điển hình giữa vật lý cổ điển và vật lý lượng tử.
Một trạng thái lượng tử thuần thường được biểu diễn bởi một vector trong không gian Hilbert. Trong vật lý, dấu bra-ket thường được sử dụng để ký hiệu cho vector đó. Tổ hợp tuyến tính (chồng chất) các vector đó lại, có thể xảy ra hiện tượng giao thoa giữa các trạng thái. Khác với trạng thái thuần, trạng thái hỗn hợp thường được biểu diễn bởi các ma trận mật độ.
Trong toán học, các trạng thái lượng tử được xem như là các hàm tuyến tính định chuẩn dương trong một C*-đại số.